# Hrodna rajon
Hrodna rajon (belarusiska: Гродзенскі раён: Hrodzenski rajon), även Grodno rajon (ryska: Гродненский район: Grodnenskij rajon) är ett distrikt (rajon) i Belarus. Det ligger i länet Hrodna voblast i den västra delen av landet, 240 km väster om huvudstaden Minsk. Huvudort är  Hrodna.